# Suzanne Reuter
Suzanne Alexandra Maria Reuter (Stoccolma, 14 giugno 1952) è un'attrice svedese, vincitrice del premio Guldbagge come miglior attrice.

## Biografia
Figlia di un ingegnere, Terje Reuter, e dell'attrice Bojan Westin. Seguendo le orme materne, si iscrive all' Accademia di Arte Drammatica di Göteborg nel 1976. Diplomatasi nel 1979, intraprende la carriera teatrale accompagnandola alle prime esperienze televisive. 

## Vita privata
Ha convissuto dal 1983 al 2000 con l'attore Tomas Pontén, con cui ha avuto tre figli.

## Filmografia parziale

### Cinema
- Yrrol, regia di Peter Dalle (1994)

### Televisione
- Cleo, (2002-2003)
- Modus, (2015-2017)

## Riconoscimenti
- Guldbagge
  - 1995 - Miglior attrice per Yrrol